# Condylostylus violaceus
Condylostylus violaceus är en tvåvingeart som först beskrevs av Macquart 1842.  Condylostylus violaceus ingår i släktet Condylostylus och familjen styltflugor. Inga underarter finns listade i Catalogue of Life.